# Нордкирхен
Нордкирхен (њем. Nordkirchen) општина је у њемачкој савезној држави Северна Рајна-Вестфалија. Једно је од 11 општинских средишта округа Коесфелд. Према процјени из 2010. у општини је живјело 10.548 становника. Посједује регионалну шифру (AGS) 5558028.

## Географски и демографски подаци
Нордкирхен се налази у савезној држави Северна Рајна-Вестфалија у округу Коесфелд. Општина се налази на надморској висини од 65 метара. Површина општине износи 52,4 km². У самом мјесту је, према процјени из 2010. године, живјело 10.548 становника. Просјечна густина становништва износи 201 становника/km².